# 分米
分米，中國大陸、港澳作分米，是国际单位制长度单位，符号 dm。
1 立方分米 = 1 公升。
標準狀況習慣用 dm 表示氣體體積。

## 名稱
現時臺灣，「公寸」等於「分米」，原因是借用舊制的排列次序：里 > 引 > 丈 > 尺 > 寸 > 分 > 釐
| 古制單位 | 里 | 引   | 丈   | 尺 | 寸 | 分 | 釐   |
| -------- | -- | ---- | ---- | -- | -- | -- | ---- |
| 臺灣稱呼 |    | 公引 | 公丈 |    |    |    | 公釐 |
| 大陸稱呼 |    |      |      |    |    | 厘 | 毫   |

## 换算关系
- 0.1 米（m） = 1 分米
- 10 厘米（cm） = 1 分米
- 100 毫米（mm） = 1 分米

- 10 分米（dm） = 1 公尺（m）
- 0.1 分米（dm） = 1 厘米（cm）
- 0.01 分米（dm） = 1 毫米（mm）